# Oscar Nemon
Oscar Nemon, né à Osijek le 13 mars 1906 et décédé à Oxford au Royaume-Uni, le 13 avril 1985, est un sculpteur né à Osijek.

## Sources

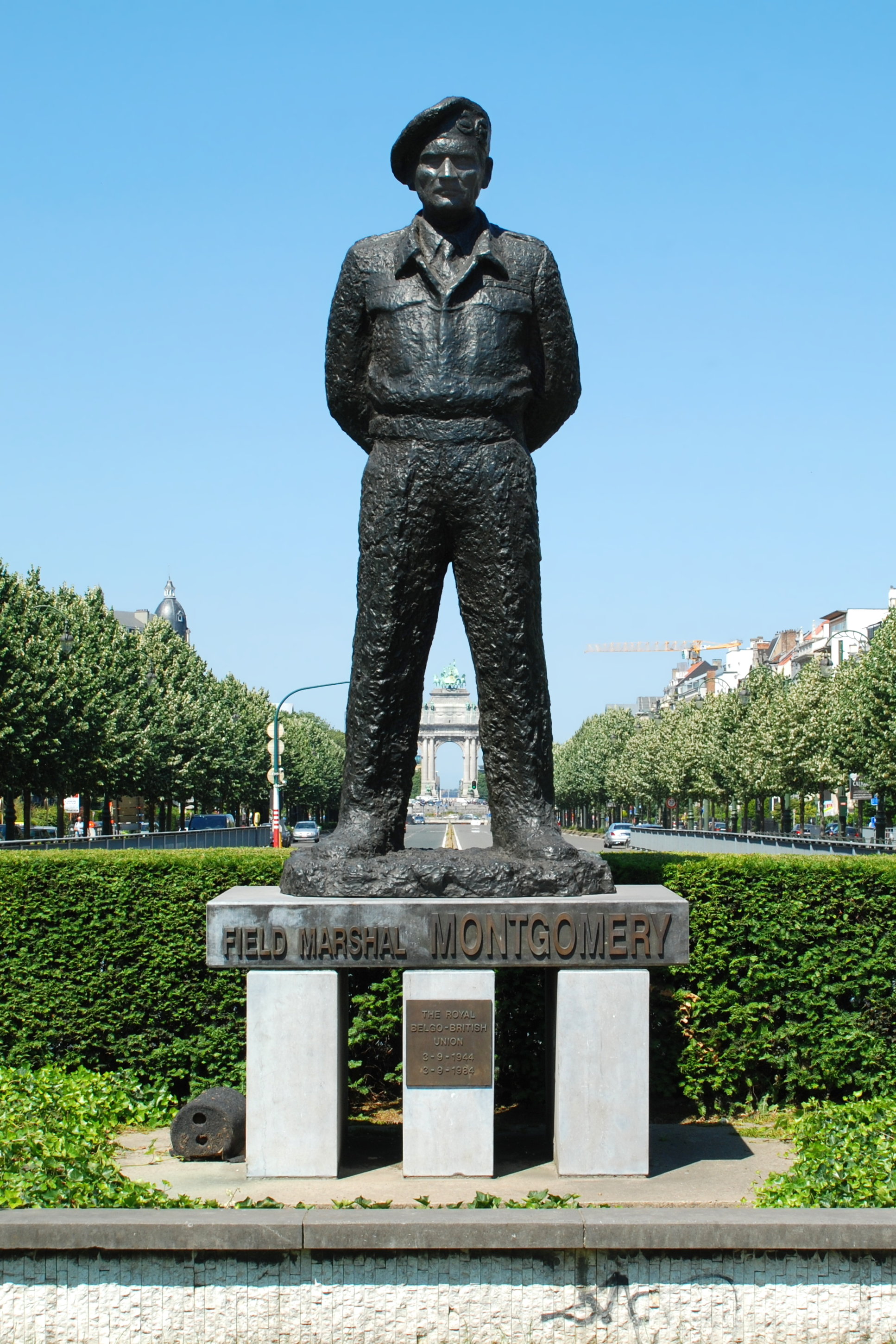
Statue du maréchal Montgomery à Bruxelles.

- (en) Cet article est partiellement ou en totalité issu de l’article de Wikipédia en anglais intitulé « Oscar Nemon » (voir la liste des auteurs).